# Ometoat
Ometoat – organiczny związek chemiczny z grupy estrów kwasu tiofosforowego, ogólnoustrojowy akarycyd i insektycyd fosforanoorganiczny. Jest stosowany do zwalczania owadów i roztoczy w ogrodnictwie i rolnictwie oraz w ogrodach przydomowych.
Działa poprzez hamowanie aktywności acetylocholinoesterazy, co nadmiernie aktywuje układ nerwowy. Jest silnie toksyczny dla ludzi. Wchłania się przez skórę, inhalację i drogą pokarmową. Jego stosowanie na uprawach przeznaczonych do spożycia przez ludzi lub zwierzęta jest zakazane. W Australii jest dopuszczony do ochrony kwiatów, drzew i krzewów ozdobnych, w krajach Unii Europejskiej jest zakazany całkowicie.
Dopuszczalne dzienne spożycie (ADI) ustalono w 2016 r. w Australii na 0,0004 mg/kg masy ciała.